# Комлява
Комлява (эрз. комоля, мокш. комля — «хмель», ава — «женщина») — мордовское божество хмеля.
В ранних мифах комлява олицетворяла благополучие и радость.
В поздних народных мифах комлява изображалась властным и вздорным божеством: вызывала драки, ссоры, приказывала петь и плясать, сводила с ума.
Согласно мифам, создатель Комлявы — Идемевсь. Втайне от Нишкепаза (Шкая) он подарил людям тычинку хмеля, и приказал прорастить её.